# Zetomotrichus persicus
Zetomotrichus persicus – gatunek roztocza z kohorty mechowców i rodziny Zetomotrichidae..
Gatunek ten został opisany w 2013 roku przez Mohammada Ali Akramiego i Moslema Behmanesha.
Mechowiec ten ma jasnobrązowe ciało długości 320 μm, pokryte delikatnie punktowanym cerotegumentem. Rostrum ząbkowane z przodu i wcięte po bokach. Lamella krótka. Organ gruszkowaty z dwoma, położonymi przednio-bocznie rurkami. 13 włosków po zewnętrznej i 4 po wewnętrznej stronie nitkowatego sensilusa. Notogaster owalny, pozbawiony bruzdy dorsosejugalnej. genitalne występują w liczbie 4 par, aggenitalne 1 pary, a analne i adanalne 2 par.
Gatunek znany tylko z Iranu.